# Los Chicos
Los Chicos es un grupo de Rock and roll, procedentes de Madrid, España.

## Historia
Los Chicos se formaron en Madrid alrededor del cambio de siglo. Cuentan con 8 LP editados, por sellos como Dirty Water Records, FOLC Records, Off The Hip Records, H Records, o Rock is Pain, así como varios singles. El grupo ha tocado en directo por toda la península ibérica y también por el extranjero, destacando las diversas fechas en el Reino Unido, Australia y su presencia es habitual en festivales de Rock & Roll.
En el número de agosto de la edición española de la revista Rolling Stone, al artista estadounidense Beck se le preguntó si le gustaba algún grupo español y respondió que Los Chicos, en referencia al grupo madrileño.

## Miembros
- Antonio - Guitarra
- Gerardo - Guitarra
- Rafa - Voz
- Ral García - Batería
- Guille Casanova- Bajo

### Otros miembros
- Manuel - Bajo
- Piña  - Batería
- Chema - Batería
- Castro (2000-2003) - Batería
- Guli (2000-2003) - Bajo
- Montse (2003) - Batería
- Nacho (2002-2009) - Saxo

## Discografía

### Álbumes
- Shakin' and Prayin (H-Records, 2003 ).
- Fat Spark - (H-Records, 2005).
- Launching Rockets (CD Rock Is Pain/ lp Dirty Water Records, 2007).
- We Sound Amazing but We Look like Shit (Dirty Water Records, 2009).
- 10 years of Shakin' Fat and Launching Shit Compilation CD (Off The Hip Records).
- In the Age of Stupidity (Dirty Water Records / Off the Hip Records, 2013).
- Rockpile of Shit (Dirty Water Records / Oliendo Fuerte, 2016).
- By Medical Prescription (El Segell del Primavera, 2018).

### SencillosyEP
- Shake, Shake (Producciones Esporádicas, 2002)
- «We Sound Amazing but We Look Like Shit»/«Wreckin' Rome» (Dirty Water Records, 2009). Sencillo en vinilo de 7". Johnny Casino colabora en «Wreckin' Rome».
- «We Sound Acoustic but We Look Like Shit. Live on Radio 3» (Oliendo Fuerte / Dirty Water Records, 2012). Sencillo en vinilo de 7".

### Participaciones en recopilatorios
- «Rock and Roll», en Freakland - Ipunkrock 2003 (Animal Records, 2003). Recopilatorio en ocasión del festival Freakland.
- «Oh Baby Doll», en A tribute to Mr. Rock (Bronco Records, 2005). Disco de versiones de Chuck Berry.
- «Free time Romeo», en Calzada News (XL Producciones, 2005). Recopilatorio del webzine de música Calzada News.
- «Living Legends», en Vindicated: A Fleshtones tribute  (Dirty Water Records-Larsen Records, 2007). Disco de versiones de The Fleshtones.